# Hirving Lozano
Hirving Rodrigo Lozano Bahena, född 30 juli 1995 i Mexico City, är en mexikansk fotbollsspelare som spelar för San Diego FC och för Mexikos landslag.